# 罗阿扬
罗阿扬（法語：Roaillan，法語發音：[ʁɔajɑ̃]）是法国吉伦特省的一个市镇，属于朗贡区。

## 地理
罗阿扬（44°29'56"N, 0°16'55"W）面积11.48 平方千米，位于法国新阿基坦大区吉倫特省，该省份为法国西南部沿海省份，是法國本土面积最大的省，北起滨海夏朗德省，西临大西洋，南至朗德省，东南接洛特-加龍省，东临多爾多涅省。
与罗阿扬接壤的市镇（或旧市镇、城区）包括：朗贡、法尔格、莱奥雅茨、马泽尔、勒尼藏、诺阿扬。

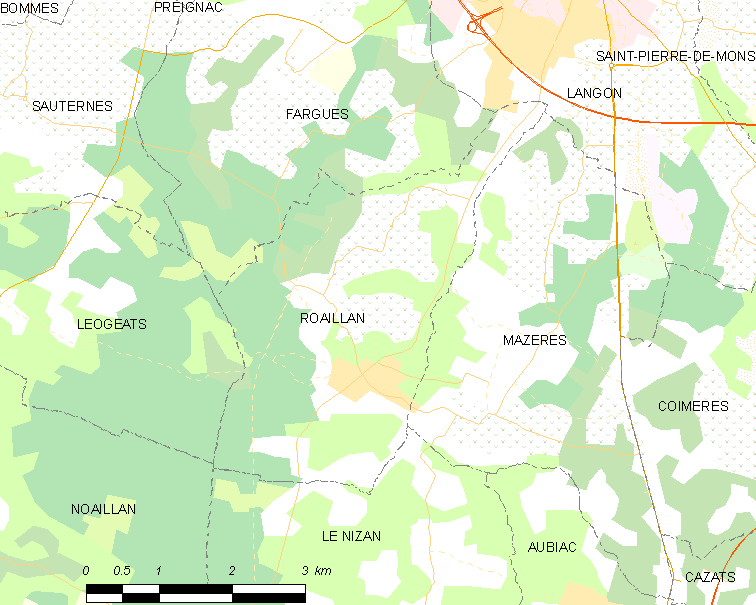
罗阿扬的OSM定位图

罗阿扬的时区为UTC+01:00、UTC+02:00（夏令时）。

## 行政
罗阿扬的邮政编码为33210，INSEE市镇编码为33357。

## 政治
罗阿扬所属的省级选区为南吉伦特县。

## 人口

1962-2008年间罗阿扬人口变化图示

罗阿扬于2022年1月1日时的人口数量为1793人。